# На посту
«На посту» — советский литературно-критический журнал, созданный в 1923 г. как орган МАПП и ВАПП, наиболее радикальной группы пролетарских писателей, выступавших за классовый подход в оценке литературы и художественного творчества.

## Позиция
Журнал занимал непримиримую прокоммунистическую позицию. Это проявлялось в отношении «напостовцев» ко всем имевшим более гибкие взгляды — причём не только к коллегам-попутчикам, но даже и к коммунистическим и пролетарским писателям, не входившим в ВАПП: лефовцам и «Кузнице».
В 1923 году в редакционной колонке «напостовцы» ещё мягко поучали партию, утверждая, что она не может остаться «нейтральной» в вопросах литературы и искусства и в то же время не должна декретировать «те или иные литературные направления».  Речь может идти только о «поддержке» партией литературы, подчёркивалось в статье.
К февралю 1924 года в статье «Нейтралитет или руководство?» «напостовцы» уже пеняли партии на «полнейший разнобой» в искусстве, на «отсутствие какой бы то ни было линии». В этих условиях «каждый отдельный товарищ» действует «на свой страх и риск», то есть имеет внутреннюю свободу. Эта статья была перепечатана в партийной газете «Правда» с оговоркой, что публикуется «в дискуссионном порядке».

## Дискуссия о будущем искусства
9 мая 1924 года Отдел печати ЦК РКП(б) созвал совещание «О политике партии в художественной литературе», на котором была сформулирована суть конфронтации между противоборствующими силами, выходившей за рамки спора представителя «попутчиков», главного редактора журнала «Красная новь» А. К. Воронского и «напостовцев». «В сущности, спор шел о том, каким быть искусству после революции: сохранять ли ему свою специфику в познании мира или подчиниться политике, отождествиться с нею в видении мира и способах его интерпретации», — считает исследователь литературной полемики 1920-х годов Г. А. Белая.
«Напостовцы» в лице Ил. Вардина (подготовившего свой доклад при активном участии Л. Авербаха) явно выразили желание принципиально игнорировать значение художественных критериев при оценке искусства. «Преступно щадить хотя бы малейшие уклоны, — говорил Вардин, намекая на „попутчиков“. — Преступно закрывать глаза хотя бы на мельчайшие проявления буржуазной мистическо-реакционной идеологии». Он напрямую утверждал, что литература — это не художественная, а политическая проблема.
Критикуя позицию «На посту», претендовавшего на гегемонию в литературе, А. К. Воронский отметил: «Встать на точку зрения журнала «На посту» — это значит разгромить всю работу. Нужно помнить, что подавляющее большинство подлинных художников, от А. Толстого и «попутчиков» вплоть до пролетарских писателей, работает в «Красной нови», а не с журналом «На посту». Это потому, что ни одного хорошего «попутчика» журнал «На посту» не получит, ибо при такой линии, которую он проводит, нельзя ничего сделать». Он напомнил, что все ведущие писатели концентрируются вокруг «Красной нови», к этому журналу тянется и молодёжь: количество молодых авторов издания достигло 40 человек.
Уже после закрытия журнала «На посту» В. В. Маяковский в стихотворении, созданном в связи с самоубийством Сергея Есенина, предположил, что если бы тот попал под давление «напосто́в» (= «напостовцев»), то не смог бы найти себя и совершил суицид раньше. По сути, этим Маяковский осудил доведённый до абсурда провластный фанатизм литературных деятелей данного журнала.

## Раскол и реорганизация
В конце 1925 года в редакции «На посту» произошёл раскол между «умеренными» Авербахом, Волиным и Раскольниковым и «левыми» Родовым, Лелевичем и Вардиным; последние вскоре были исключены из правления ВАПП.
Вместо журнала «На посту» с апреля 1926 начал выходить двухнедельный журнал «На литературном посту».

## Выпуски
В каждом номере журнал обозначался как ежемесячный, но фактически выходил с большими перерывами. Всего за три года вышло пять номеров:
- № 1 — июнь 1923 (6000 экз.)
- № 2—3 — сентябрь—октябрь 1923 (4000 экз.)
- № 4 — ноябрь 1923 (3000 экз.)
- № 5 — май 1924 (5000 экз.)
- № 6 — июнь 1925 (5000 экз.)

В редколлегию входили С. Родов, Г. Лелевич, И. Вардин, Л. Авербах, Б. Волин, Ф. Раскольников.